# Гудекс
Гуде́кс (фр. Goudex, окс. Godets) — коммуна во Франции, находится в регионе Юг — Пиренеи. Департамент — Верхняя Гаронна. Входит в состав кантона Л’Иль-ан-Додон. Округ коммуны — Сен-Годенс.
Код INSEE коммуны — 31223.

## География

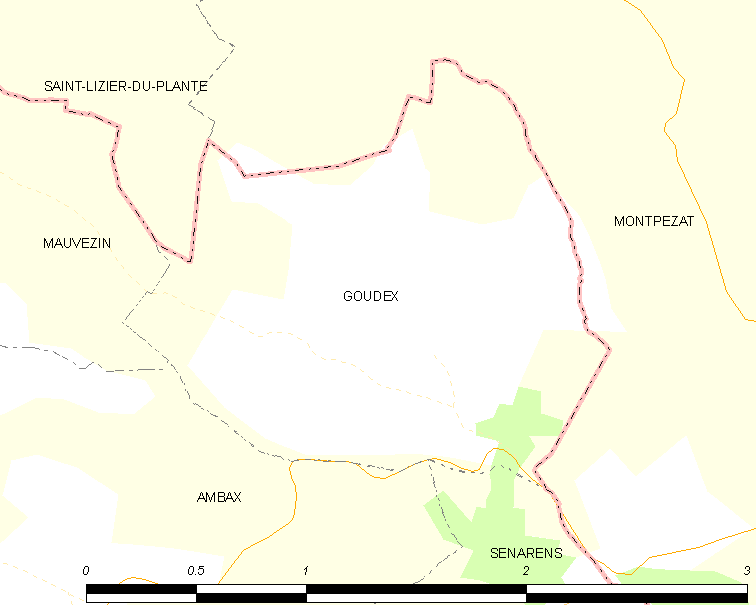
Карта коммуны

Коммуна расположена приблизительно в 620 км к югу от Парижа, в 50 км к юго-западу от Тулузы.

## Климат
Климат умеренно-океанический. Зима мягкая и снежная, весна характеризуется сильными дождями и грозами, лето сухое и жаркое, осень солнечная. Преобладают сильные юго-восточные и северо-западные ветры.

## Население
Население коммуны на 2010 год составляло 40 человек.
| 1962 | 1968 | 1975 | 1982 | 1990 | 1999 | 2010 |
| ---- | ---- | ---- | ---- | ---- | ---- | ---- |
| 52   | 54   | 47   | 48   | 47   | 43   | 40   |

## Экономика
В 2010 году среди 27 человек трудоспособного возраста (15—64 лет) 18 были экономически активными, 9 — неактивными (показатель активности — 66,7 %, в 1999 году было 92,0 %). Из 18 активных жителей работали 17 человек (9 мужчин и 8 женщин), безработной была 1 женщина. Среди 9 неактивных 3 человека были учениками или студентами, 5 — пенсионерами, 1 был неактивным по другим причинам.